# ويليام إس. كنودسن
ويليام إس. كنودسن (بالإنجليزية: William S. Knudsen)‏ هو مدير تنفيذي وشخصية أعمال أمريكي، ولد في 25 مارس 1879 في كوبنهاغن في الدنمارك، وتوفي في 27 أبريل 1948 في ديترويت في الولايات المتحدة.

## سيرة ذاتية
ولد ويليام سيغنيوس كنودسن في كوبنهاغن، الدنمارك في الخامس والعشرين من مارس لعام 1879. كان اسمه عند الميلاد سيغنيوس فيلهيلم بول كوندسن (Signius Wilhelm Poul Knudsen). هاجر إلى الولايات المتحدة ووصل إلى نيويورك في فبراير 1900. عمل في البداية في شركة لتصنيع أجزاء الدراجات والمركبات، وعندما تم الاستحواذ على الشركة من قبل فورد في 1911، أصبح كوندسن يعمل لدى فورد وذلك لعقد كامل. في عام 1921 عمل لدى جنرال موتورز، واكتسب سمعة جيدة كمدير تنفيذي للإنتاج الضخم للمركبات، وكان المدير المسئول عن قسم شيفروليه بدايةً من 1924 وحتى 1937، ليصبح بعدها مديرًا لجنرال موتورز حتى 1940.
في عام 1940، قام الرئيس الأمريكي روزفلت، بترشيح من برنارد باروخ، بطلب كوندسن ليعمل في واشنطن في عمليات الإنتاج الحربية. وبالفعل تم تعيينه كمدير لمكتب إدارة الإنتاج وكعضو للجنة الاستشارية للدفاع الوطني. في 1942، حصل على رتبة فريق ثانٍ في الجيش الأمريكي، وهو الشخص المدني الوحيد الذي تقلّد تلك الرتبة وقتذاك.
تم ضمّه إلى قاعة مشاهير السيارات في عام 1968.

## وصلات خارجية
- ويليام إس. كنودسن على موقع الموسوعة البريطانية (الإنجليزية)